# Goldonna
Goldonna is een plaats (village) in de Amerikaanse staat Louisiana, en valt bestuurlijk gezien onder Natchitoches Parish.

## Demografie
Bij de volkstelling in 2000 werd het aantal inwoners vastgesteld op 457.
In 2006 is het aantal inwoners door het United States Census Bureau geschat op 455, een daling van 2 (-0,4%).

## Geografie
Volgens het United States Census Bureau beslaat de plaats een oppervlakte van
28,6 km², geheel bestaande uit land. Goldonna ligt op ongeveer 70 m boven zeeniveau.

## Plaatsen in de nabije omgeving
De onderstaande figuur toont nabijgelegen plaatsen in een straal van 28 km rond Goldonna.